# Love (альбом Angels & Airwaves)
Love — третий студийный альбом американской альтернативной рок-группы Angels & Airwaves, выпущенный 12 февраля 2010 года на Fuel TV и 14 февраля на Modlife.

## Об альбоме
Производство Love началось в январе 2009 года после совместного тура с Weezer осенью 2008 года. Производство шло очень медленно, так как ДеЛонг был в туре с недавно воссоединившимися blink-182.
На своей официальной странице в Facebook группа объявила о том, что они вернулись в студию для того, чтобы добавить финальные штрихи к альбому Love, готовящемуся к релизу 14 февраля. 12 января Angels & Airwaves выпустили рекламный фильм под названием «C:\Transmission_Love», в котором было превью к The Flight of Apollo.

## Выпуск и специальные выпуски
В мае 2009 года было объявлено, что альбом выйдет на Рождество. Однако 19 июля 2009 года ДеЛонг объявил через Modlife что альбом не будет выпущен на Рождество, как планировалось ранее, а вместо этого выйдет в День святого Валентина. Альбом был выпущен бесплатно через Modlife в День святого Валентина в 2010 году.
В бесплатную версию альбома вошли 11 треков, на физическом носителе также присутствуют эти треки, а также 30 минут дополнительной музыки из фильма Love.
Первый сингл из альбома, «Hallucinations», был выпущен 23 декабря 2009 года. Клип на песню «Hallucinations» вышел на Modlife 27 февраля 2010 года.

## Список композиций
Все тексты написаны Томом Де Лонгом, вся музыка написана Angels & Airwaves.
| №                   | Название                                      | Длительность |
| ------------------- | --------------------------------------------- | ------------ |
| 1.                  | «Et Ducit Mundum Per Luce»                    | 2:34         |
| 2.                  | «The Flight of Apollo»                        | 6:15         |
| 3.                  | «Young London»                                | 5:03         |
| 4.                  | «Shove»                                       | 6:34         |
| 5.                  | «Epic Holiday»                                | 4:38         |
| 6.                  | «Hallucinations»                              | 4:39         |
| 7.                  | «The Moon-Atomic (...Fragments and Fictions)» | 6:17         |
| 8.                  | «Clever Love»                                 | 4:27         |
| 9.                  | «Soul Survivor (...2012)»                     | 4:04         |
| 10.                 | «Letters to God, Part II»                     | 4:06         |
| 11.                 | «Some Origins of Fire»                        | 5:20         |
| Общая длительность: | Общая длительность:                           | 53:57        |